# Jutes
Pour l’article ayant un titre homophone, voir Jute.

Répartition des peuples germaniques au Ier siècle ap. J.-C. Les Jutes apparaissent dans le sud du Jutland.

Les Jutes sont un peuple germanique de la mer du Nord localisé aux premiers siècles de l'ère chrétienne dans la partie méridionale de la péninsule du Jutland au Danemark, à laquelle ils ont donné leur nom.

## Histoire
Aux côtés des Angles et des Saxons, ils font partie des peuples germaniques qui contribuent à la colonisation de l'Angleterre à partir du Ve siècle. D'après Bède le Vénérable, ils s'installent principalement dans le Kent, ainsi que sur l'île de Wight et dans le sud du Hampshire, en face de l'île de Wight, dans la vallée de la Meon. Le récit légendaire de leur arrivée mentionne les chefs de ces peuples : les frères Hengist et Horsa pour le Kent, les frères Stuf et Wihtgar pour l'île de Wight, et enfin Port et ses fils Bieda et Mægla pour le Hampshire. Plusieurs de ces noms correspondent à des étymologies populaires : le nom de Wight viendrait de Wihtgar, tandis que Port serait l'éponyme de la ville de Portsmouth. En réalité, ces noms sont antérieurs à l'arrivée des Anglo-Saxons. Des mercenaires Jutes auraient protégé le littoral Boulonnais au 3e siècle.
Les Jutes restés au Jutland se confondent ensuite avec les Danois, tandis que ceux d'Angleterre sont assez vite absorbés par leurs voisins saxons et frisons, probablement plus nombreux. Ils cessent de former un peuple distinct après le milieu du VIIe siècle.